# Bravais
Bravais je priimek več oseb:
- Auguste Bravais, francoski fizik in geolog
- Pierre-Auguste Bravais, francoski general